# Kolčastopodjezični mišić
Kolčastopodjezični mišić (lat. musculus stylohyoideus) paran mišić prednje strane vrata. Mišić je vretenast i tanak, a inervira ga lični živac (lat. nervus facialis). 

## Polazište i hvatište
Mišić polazi sa stražnje i lateralne površine stiloidnog nastavka (lat. processus styloideus) sljepoočne kosti i hvata se na prednju stranu jezične kosti.